# Villach Hauptbahnhof
Villach Hauptbanhof (česky lze přeložit jako Bělák hlavní nádraží) je hlavní železniční stanice ve Villachu, druhým největším městem spolkové země Korutany v jižním Rakousku a sedmým největším městem celého Rakouska. Stanice je důležitým uzlem v rámci sítě Österreichische Bundesbahnen.

## Provoz
Stanice má 12 kolejí a z toho 4 vlečky.[zdroj?] Nádražím prochází důležitá železniční trať Vídeň - Štýrský Hradec (Südbahn). Nádraží je obsluhováno rakouskými vlaky Railjet, InterCity a Regional-Express a také systémem S-Bahn.